# دوروثي أليسون
دوروثي أليسون (بالإنجليزية: Dorothy Alison)‏ هي ممثلة أسترالية، ولدت في 4 أبريل 1925 في أستراليا، وتوفيت في 17 يناير 1992 بلندن في المملكة المتحدة.

## وصلات خارجية
- دوروثي أليسون على موقع IMDb (الإنجليزية)
- دوروثي أليسون على موقع ألو سيني (الفرنسية)
- دوروثي أليسون على موقع أول موفي (الإنجليزية)
- دوروثي أليسون على موقع قاعدة بيانات الأفلام السويدية (السويدية)
- دوروثي أليسون على موقع إن إن دي بي (الإنجليزية)
- دوروثي أليسون على موقع قاعدة بيانات الفيلم (الإنجليزية)
- دوروثي أليسون على موقع كينوبويسك (الروسية)